# Hypsicratea

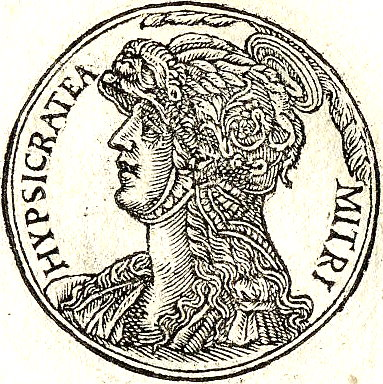
Hypsicratea van Promptuarii Iconum Insigniorum

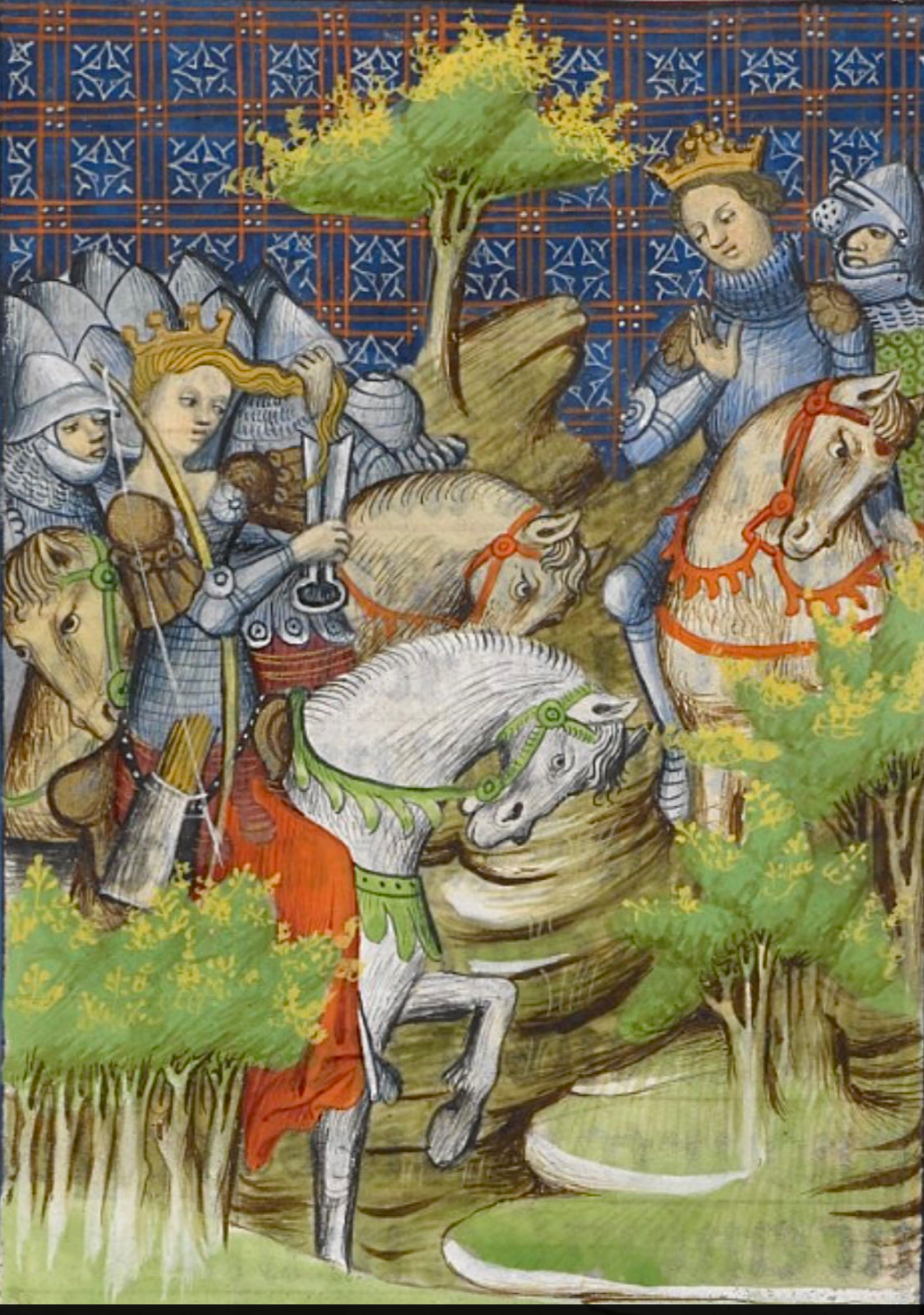
Hypsicratea knipt haar haren af

Hypsicratea of Hypsikrateia (Oudgrieks: Ὑψικράτεια) was de concubine en mogelijk één van de echtgenotes van koning Mithridates VI van Pontus.
Hypsicratea werd vereeuwigd in de historische beschrijvingen van Plutarchus en Valerius Maximus. Zij werd geportretteerd als een zeer loyale echtgenote, die ook in de strijd zij aan zij met Mithridates VI meevocht in de Slag bij de Lycus.
Valerius Maximus beschreef hierbij ook dat zij uit liefde en loyaliteit haar haar kort knipte en zich bekwaamde aan paard en wapengebruik, zodat ze gemakkelijker kon deelnemen aan zijn beproevingen en gevaren:
Haar buitengewone trouw was voor Mithridates nadat hij verslagen was een grote troost. Hij zou gezegd hebben dat hij altijd zijn huis en haard bij zich had omdat zijn vrouw samen met hem in ballingschap was.
Ook in latere eeuwen sprak Hypsicratea tot de verbeelding. Zo was zij één van de vrouwen uit Boccacio’s De mulieribus Claris en werd zij in de 16e eeuw als trouwe echtgenote geroemd in The third booke of civile conversation van Stefano Guazzo.
In de 21e eeuw kwam zij opnieuw in de belangstelling als een der historische amazonen en als man verklede vrouwelijke strijder.